# Campionati europei di biathlon
I Campionati europei di biathlon (in inglese IBU Open European Championships) sono la più importante manifestazione continentale di biathlon. Sono organizzati dalla International Biathlon Union ogni anno a partire dal 1994. I campionati costituiscono una tappa del circuito di IBU Cup, il secondo livello del biathlon mondiale, per il quale assegnano punti; ne consegue che possano iscriversi anche atleti non europei; la classifica del campionato viene poi stilata considerando solamente gli atleti europei iscritti, mentre quella della gara è valevole per le classifiche del circuito cadetto.

## Edizioni
| Anno | Località             | Nazione     |
| ---- | -------------------- | ----------- |
| 1994 | Kontiolahti          | Finlandia   |
| 1995 | Le Grand-Bornand     | Francia     |
| 1996 | Val Ridanna          | Italia      |
| 1997 | Windischgarsten      | Austria     |
| 1998 | Minsk-Raubichi       | Bielorussia |
| 1999 | Iževsk               | Russia      |
| 2000 | Zakopane             | Polonia     |
| 2001 | Maurienne            | Francia     |
| 2002 | Kontiolahti          | Finlandia   |
| 2003 | Forni Avoltri        | Italia      |
| 2004 | Minsk                | Bielorussia |
| 2005 | Novosibirsk          | Russia      |
| 2006 | Langdorf             | Germania    |
| 2007 | Bansko               | Bulgaria    |
| 2008 | Nové Město na Moravě | Rep. Ceca   |
| 2009 | Ufa                  | Russia      |
| 2010 | Otepää               | Estonia     |
| 2011 | Val Ridanna          | Italia      |
| 2012 | Osrblie              | Slovacchia  |
| 2013 | Bansko               | Bulgaria    |
| 2014 | Nové Město na Moravě | Rep. Ceca   |
| 2015 | Otepää               | Estonia     |
| 2016 | Tjumen'              | Russia      |
| 2017 | Duszniki-Zdrój       | Polonia     |
| 2018 | Val Ridanna          | Italia      |
| 2019 | Minsk-Raubyči        | Bielorussia |
| 2020 | Minsk-Raubyči        | Bielorussia |
| 2021 | Duszniki-Zdrój       | Polonia     |
| 2022 | Arber                | Germania    |
| 2023 | Lenzerheide          | Svizzera    |
| 2024 | Osrblie              | Slovacchia  |
| 2025 | Val Martello         | Italia      |
| 2026 | Sjusjøen             | Norvegia    |

## Medagliere
Aggiornato all'edizione 2025
| Pos.   | Nazione     | Oro | Argento | Bronzo | Totale |
| ------ | ----------- | --- | ------- | ------ | ------ |
| 1      | Russia      | 60  | 47      | 48     | 155    |
| 2      | Germania    | 44  | 38      | 44     | 126    |
| 3      | Norvegia    | 32  | 33      | 29     | 94     |
| 4      | Ucraina     | 29  | 32      | 22     | 83     |
| 5      | Bielorussia | 19  | 17      | 24     | 60     |
| 6      | Polonia     | 13  | 11      | 10     | 34     |
| 7      | Francia     | 9   | 12      | 16     | 37     |
| 8      | Lettonia    | 8   | 4       | 10     | 22     |
| 9      | Svezia      | 7   | 6       | 5      | 18     |
| 10     | Bulgaria    | 6   | 7       | 11     | 24     |
| 11     | Slovacchia  | 4   | 7       | 3      | 14     |
| 12     | Austria     | 4   | 2       | 4      | 10     |
| 13     | Rep. Ceca   | 3   | 14      | 5      | 22     |
| 14     | Moldavia    | 2   | 2       | 0      | 4      |
| 15     | Italia      | 1   | 3       | 6      | 10     |
| 16     | Slovenia    | 1   | 1       | 2      | 4      |
| 17     | Svizzera    | 1   | 1       | 1      | 3      |
| 18     | Romania     | 1   | 1       | 0      | 2      |
| 19     | Canada      | 1   | 0       | 0      | 1      |
| 20     | Lituania    | 0   | 2       | 0      | 2      |
| 20     | Spagna      | 0   | 2       | 0      | 2      |
| 22     | Finlandia   | 0   | 0       | 3      | 3      |
| 23     | Giappone    | 0   | 0       | 1      | 2      |
| 23     | Stati Uniti | 0   | 0       | 1      | 2      |
| Totale | Totale      | 229 | 226     | 229    | 664    |